# Joan Martines
Pour les articles homonymes, voir Martines.

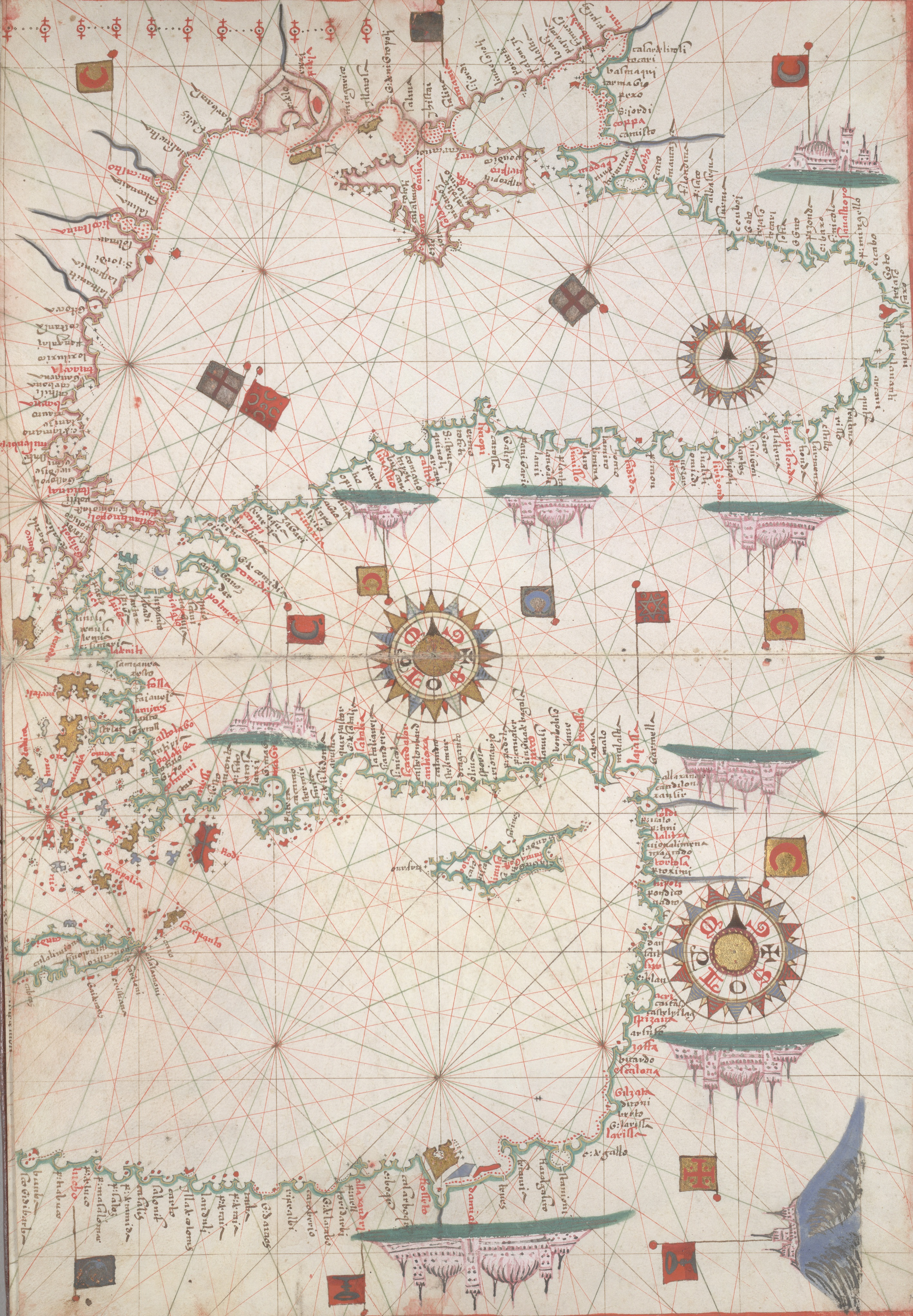
Ports de la mer Noire et de la Méditerranée orientale (1578).

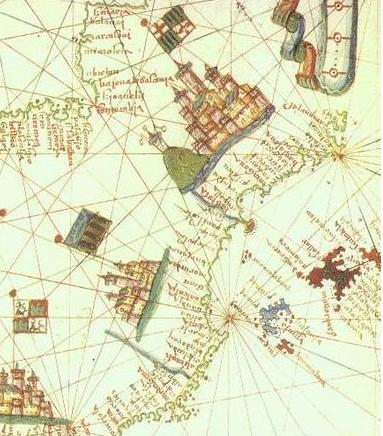
Drapeaux et villes d'Espagne, 1578

Joan Martines, mort en 1591 à Naples, est un cartographe et cosmographe italien, ou peut-être d'origine catalane, majorquine, portugaise ou juive.

## Biographie
Son origine est incertaine.
La première carte signée de lui date de 1556 et est réalisée à Messine. Dans la ville sicilienne, il travaille au moins jusqu'en 1587.
En 1590, il est appelé à Naples comme cosmographe du roi pour remplacer le défunt Domenico Vigliarolo. Joan Martines meurt probablement l'année suivante et il ne semble pas qu'il ait été remplacé dans sa position de cosmographe royal.
Il réalise des portulans du bassin méditerranéen et des atlas géographiques (dont le premier connu est réalisé en 1562), qui ont comme référence, entre autres, l'œuvre de Giacomo Gastaldi. Dans ses cartes de l'Atlantique sont rapportées, comme l'ont fait de nombreux cartographes contemporains et ultérieurs, les îles inexistantes de Frisland et l'Île de Brasil.

### Publication
- (es) Atlas de Joan Martines, 1587, Ministère de l'éducation et des sciences. Direction générale des archives et des bibliothèques, 1973, 60 p. (lire en ligne) (réédition)